# Vesta
|  | For asteroiden, se (4) Vesta |
Vesta er hjemmets og arnens gudinde i romersk mytologi. Hun er det romerske modstykke til den græske gudinde Hestia. I Rom blev Vesta dyrket af Vestalinderne i den såkaldte Vestakult.